# Natalie Grandinová
Natalie Grandinová (* 27. února 1981, East London, Jihoafrická republika) je současná jihoafrická profesionální tenistka. Jejím nejvyšším umístěním na žebříčku WTA ve dvouhře bylo 144. místo (12. září 2005) a ve čtyřhře 68. místo (23. červen 2008). Na okruhu WTA dosud nevyhrála žádný turnaj.

## Finálové účasti na turnajích WTA (5)

### Čtyřhra - prohry (5)
| Legenda                     |
| Kategorie Tier III (3)      |
| Kategorie Tier IV (1)       |
| Kategorie Premier (0)       |
| Kategorie International (1) |

| Č. | Datum          | Turnaj                   | Povrch | Partnerka               | Vítězky                                   | Výsledek      |
| 1. | 2. říjen 2005  | Soul, Korejská republika | tvrdý  | Jill Craybasová         | Čuang Ťia-žung Čan Jung-žan               | 6-2, 6-4      |
| 2. | 17. září 2006  | Bali, Indonésie          | tvrdý  | Trudi Musgraveová       | Corina Morariuová Lindsay Davenportová    | 6-3, 6-4      |
| 3. | 15. říjen 2006 | Bangkok, Thajsko         | tvrdý  | Mariana Diazová-Olivová | Jelena Kostanićová Tošićová Vania Kingová | 7-5, 2-6, 7-5 |
| 4. | 16. září 2007  | Bali, Indonésie          | tvrdý  | Jill Craybasová         | Sun Šeng-nan Čchun-mej Ťiová              | 6-3, 6-2      |
| 5. | 9. leden 2010  | Auckland, Nový Zéland    | tvrdý  | Laura Granvilleová      | Cara Blacková Liezel Huberová             | 7-6(4), 6-2   |

## Fed Cup
Natalie Grandinová se zúčastnila 20 zápasů ve Fed Cupu za tým Jihoafrické republiky s bilancí 8-10 ve dvouhře a 8-2 ve čtyřhře.

## Postavení na žebříčku WTA na konci sezóny

### Dvouhra
| Rok    | 1999 | 2000   | 2001   | 2002   | 2003   | 2004   | 2005   | 2006   | 2007   | 2008   | 2009   |
| Pořadí | 517. | ▲ 336. | ▲ 227. | ▼ 272. | ▲ 150. | ▼ 180. | ▲ 159. | ▼ 248. | ▲ 203. | ▼ 235. | ▼ 383. |

### Čtyřhra
| Rok    | 2001 | 2002  | 2003   | 2004   | 2005   | 2006  | 2007  | 2008  | 2009  |
| Pořadí | 148. | ▲ 94. | ▼ 152. | ▲ 125. | ▲ 109. | ▲ 77. | ▼ 88. | ▲ 82. | ▲ 78. |